# Clara, la fantasiosa
Clara, la fantasiosa es el sexto capítulo de la primera temporada de la serie de televisión argentina Mujeres asesinas. Este episodio se estrenó el día 23 de agosto de 2005.
En el libro de Mujeres asesinas, este capítulo recibe el nombre de "Clara, La fantasiosa ", al igual que en el capítulo de televisión .
Este episodio fue protagonizado por Cecilia Roth en el papel de asesina. Coprotagonizado por Julieta Díaz y Luis Machín. También, contó con las actuaciones especiales de Silvina Bosco y la primera actriz Adela Gleijer. Y la participación de Lucrecia Capello.

## Desarrollo

### Trama
Clara (Cecilia Roth), está casada con Eduardo (Luis Machín). Ella es enferma de los celos, además de padecer trastornos mentales. Su marido no la engaña pero ella esta convencida de que sí, e imagina que la amante se llama Zulema, y es su vecina Ana (Julieta Díaz). Clara la persigue constantemente y la acusa, hasta incluso le pide sus documentos de identidad, pero Ana se rehúsa a dárselos y la trata como una loca. Después de 2 meses de seguirla por todos lados y pedirle los documentos, Ana está harta y con miedo, y le pide ayuda al encargado del edificio, y al marido de Clara, pero estos no hacen nada. Finalmente la denuncia a la policía, pero como las pruebas no son del todo graves, la policía no hace nada, al grado de que Ana consigue un arma para defenderse. Una mañana Clara se levanta sin que su marido se de cuenta y se dirige hacia el departamento de la supuesta Zulema. La ve entrando al ascensor y se mete con ella, y la apuñala repetidas veces mientras el ascensor baja, y después se acuesta en la cama ensangrentada con su marido.

### Condena
"Zulema" murió en el acto. Recibió más de sesenta puñaladas. Clara negó los hechos respaldada por el marido, que juraba que su esposa estaba durmiendo con él, sin embargo la policía descubrió el cuchillo y la ropa ensangrentada. Después de un juicio rápido, Clara fue declarada inimputable y terminó en el hospital psiquiátrico Moyano.

## Elenco
- Cecilia Roth
- Julieta Díaz
- Luis Machín
- Lucrecia Capello
- Adela Gleijer
- Silvina Bosco

## Adaptaciones
- Mujeres asesinas (Colombia): Clara, la fantasiosa - Jacqueline Arenal
- Mujeres asesinas (México): Clara, fantasiosa - Edith González
- Mujeres asesinas (Ecuador): Clara, fantasiosa - María Fernanda Pazmiño
- Mujeres asesinas (Italia): Chiara - Sandra Ceccarelli